# Dańkiwka (obwód czernihowski)
Dańkiwka (ukr. Даньківка) – wieś na Ukrainie, w obwodzie czernihowskim, w rejonie pryłuckim, w hromadzie Łynowycia. W 2001 liczyła 178 mieszkańców, spośród których 176 wskazało jako ojczysty język ukraiński, 1 rosyjski, a 1 białoruski.